# 银河战士Prime 猎人
《银河战士 Prime 猎人》是一款由位于美国的任天堂软件技术开发部（Nintendo Software Technology）开发并由任天堂发行在任天堂DS平台上的第一人称动作冒险游戏。本作是银河战士Prime系列在掌机上的第一作，也是第一批支持任天堂的Nintendo Wi-Fi Connection服务以及为数不多的几个支持任天堂DS振动卡的游戏。本作于2006年3月20日在美国正式发售，2006年5月5日在欧洲发售，6月1日在日本发售。早在2004年，当任天堂DS在美国、欧洲和澳大利亚地区发售时，《银河战士 Prime 猎人》的一个试玩版Demo《银河战士 Prime 猎人：初猎》（Metroid Prime Hunters: First Hunt）曾作为首发同捆软件随这几个地区版本的任天堂DS附赠。
《银河战士 Prime 猎人》的游戏剧情设定于《银河战士 Prime》和《银河战士 Prime 2 回音》之间。在游戏伊始，宇宙的管理机构—银河联邦请赏金猎人萨姆斯·艾仁前往Alimbic太阳系调查一个发自那里的神秘信号。